# کیت مویر
کیت مویر (متولد ۲۰۰۷ یا ۲۰۰۸ ) یک هنرپیشه کانادایی است. 

## دوران کاری
در سال ۲۰۱۸ مویر نقش هدر هابی، خواهر کوچکتر هالی هابی را در فصل ۱ سریال <i id="mwEg">هالی هابی</i> ایفا کرد که در هولو در ایالات متحده و متعاقباً از کانال فمیلی در کانادا و دوباره در فصل دوم در سال ۲۰۱۹ پخش شد. در سال ۲۰۲۱، زمانی که فصل ۳ هالی هابی منتشر شد، مویر دوباره نقش هدر هابی را بازی کرد. مویر همچنین در نقش اولیویا در فیلم تلویزیونی هالمارک کریسمس در تنسی ظاهر شد. در سال ۲۰۱۹، مویر در نقش پگی جوان در فیلم بافالود ظاهر شد، به عنوان نسخه جوان شخصیت اصلی که توسط زوئی دویچ به تصویر کشیده شد و در مقابل جودی گریر ظاهر شد. مویر همچنین یک ستاره مهمان در فصل سوم سریال سرگذشت ندیمه از هولو در نقش کیکی/ربکا بود که در کنار الیزابت ماس ظاهر شد. همچنین در سال ۲۰۱۹، او برای بازی در نقش سوفیا، یک یتیم جوان، در فصل اول سریال تلویزیونی هالمارک وقتی امید فرا می‌خواند انتخاب شد. در سال ۲۰۲۰ او برای نقش ادن ادواردز در فیلم کودکان ذرت انتخاب شد.  این فیلم کامل شده قبل از اینکه در سال ۲۰۲۳ اکران گسترده‌ای داشته باشد، در اکتبر ۲۰۲۰ به تماشاگران آزمایشی اکران محدودی داده شد  
در دسامبر ۲۰۲۱ مویر در سریال محدود  ایستگاه یازده برای اچ‌بی‌او مکس در نقش هیلی باترسکوچ ظاهر شد.   در سال ۲۰۲۲، او برای نقش رز در فیلمی به نام رفتن دلیا انتخاب شد.  